# Liste der Sieger bei PDC-Turnieren 2010
Die Liste der Sieger bei PDC-Turnieren 2010 listet zuerst alle Sieger bei den Major-Turnieren der Professional Darts Corporation auf. Im Weiteren werden die weiteren Turniersieger aufgelistet und Statistiken aufgezeigt.
←2009 2011→

## Turniersieger

### Major-Turniere
| Turnier                     | Sieger                            | Finalist                    | Ergebnis | Format  |
| --------------------------- | --------------------------------- | --------------------------- | -------- | ------- |
| Weltmeisterschaft           | Phil Taylor                       | Simon Whitlock              | 7:3      | Sätze   |
| Players Championship Finals | Paul Nicholson                    | Mervyn King                 | 13:11    | Legs    |
| Premier League              | Phil Taylor                       | James Wade                  | 10:8     | Legs    |
| UK Open                     | Phil Taylor                       | Gary Anderson               | 11:5     | Legs    |
| World Matchplay             | Phil Taylor                       | Raymond van Barneveld       | 18:12    | Legs    |
| European Championship       | Phil Taylor                       | Wayne Jones                 | 11:1     | Legs    |
| World Grand Prix            | James Wade                        | Adrian Lewis                | 6:3      | Sätze   |
| Championship League         | James Wade                        | Phil Taylor                 | 6:5      | Legs    |
| Grand Slam                  | Scott Waites (BDO)                | James Wade                  | 16:12    | Legs    |
| World Cup                   | Raymond van Barneveld & Co Stompé | Mark Webster & Barrie Bates | 4:2      | Matches |

### Players Championships
Alle Ergebnisse wurden im Legmodus ausgespielt.
| Turnier                            | Sieger                | Finalist           | Ergebnis |
| ---------------------------------- | --------------------- | ------------------ | -------- |
| Players Championship Gibraltar 1   | Colin Lloyd           | Wayne Jones        | 6:2      |
| Players Championship Gibraltar 2   | Denis Ovens           | Gary Anderson      | 6:5      |
| Players Championship Swindon       | Mervyn King           | Andy Hamilton      | 6:3      |
| Players Championship Derby 1       | Phil Taylor           | Terry Jenkins      | 6:1      |
| Players Championship Deutschland 1 | Vincent van der Voort | Wayne Jones        | 6:2      |
| Players Championship Deutschland 2 | Adrian Lewis          | Mark Walsh         | 6:4      |
| Players Championship Wigan 1       | Phil Taylor           | Mark Dudbridge     | 6:0      |
| Players Championship Crawley 1     | Barrie Bates          | Denis Ovens        | 6:5      |
| Bobby Bourn Memorial Trophy        | Simon Whitlock        | Gary Anderson      | 6:4      |
| Players Championship Derby 2       | Simon Whitlock        | Colin Lloyd        | 6:4      |
| Players Championship Wigan 2       | Wes Newton            | Andy Smith         | 6:2      |
| Players Championship Wigan 3       | Simon Whitlock        | Andy Hamilton      | 6:0      |
| Players Championship Österreich 1  | Simon Whitlock        | Steve Beaton       | 6:4      |
| Players Championship Österreich 2  | Phil Taylor           | Simon Whitlock     | 6:4      |
| Players Championship Barnsley 1    | Gary Anderson         | Mark Walsh         | 6:1      |
| Players Championship Barnsley 2    | Ronnie Baxter         | Denis Ovens        | 6:5      |
| Players Championship Niederlande 1 | Vincent van der Voort | Wayne Jones        | 6:5      |
| Players Championship Niederlande 2 | Andy Smith            | Alan Tabern        | 6:4      |
| US Open                            | Phil Taylor           | Denis Ovens        | 6:3      |
| Players Championship Las Vegas 1   | Gary Anderson         | Simon Whitlock     | 6:4      |
| Players Championship Las Vegas 2   | Co Stompé             | James Wade         | 6:3      |
| Australian Open                    | Dennis Priestley      | Mark Hylton        | 6:3      |
| Players Championship Kanada 1      | Jamie Caven           | Michael van Gerwen | 6:4      |
| Canadian Masters                   | Colin Lloyd           | Jamie Caven        | 6:1      |
| Players Championship Crawley 2     | Adrian Lewis          | Steve Farmer       | 6:4      |
| Players Championship Crawley 3     | Colin Lloyd           | Simon Whitlock     | 6:4      |
| Players Championship Niederlande 3 | James Wade            | Terry Jenkins      | 6:4      |
| Players Championship Niederlande 4 | Steve Farmer          | Kevin Painter      | 6:4      |
| Players Championship Irland 1      | Simon Whitlock        | Dennis Priestley   | 6:1      |
| Players Championship Irland 2      | Jamie Caven           | Ronnie Baxter      | 6:5      |
| Killarney Pro Tour                 | Gary Anderson         | Dennis Smith       | 6:1      |
| Players Championship Deutschland 3 | Mark Webster          | Richie Burnett     | 6:4      |
| Players Championship Deutschland 4 | Simon Whitlock        | Richie Burnett     | 6:4      |
| Players Championship Barnsley 3    | Wes Newton            | Colin Lloyd        | 6:2      |
| Players Championship Barnsley 4    | Wes Newton            | Mark Webster       | 6:1      |
| Players Championship Derby 3       | Phil Taylor           | Mark Walsh         | 6:4      |
| Players Championship Derby 4       | Mark Walsh            | Terry Jenkins      | 6:1      |

### UK Open Qualifiers
Bei den UK Open Qualifiern wurde ausgespielt, wer sich für die UK Open qualifiziert.
Alle Ergebnisse wurden im Legmodus ausgespielt.
| Turnier             | Sieger        | Finalist       | Ergebnis |
| ------------------- | ------------- | -------------- | -------- |
| UK Open Qualifier 1 | Mervyn King   | Simon Whitlock | 6:1      |
| UK Open Qualifier 2 | Mark Walsh    | Phil Taylor    | 6:2      |
| UK Open Qualifier 3 | Phil Taylor   | Jamie Caven    | 6:0      |
| UK Open Qualifier 4 | Gary Anderson | Wes Newton     | 6:5      |
| UK Open Qualifier 5 | Mark Walsh    | John Part      | 6:3      |
| UK Open Qualifier 6 | Phil Taylor   | Peter Wright   | 6:2      |
| UK Open Qualifier 7 | Colin Lloyd   | Colin Osborne  | 6:3      |
| UK Open Qualifier 8 | James Wade    | Gary Anderson  | 6:2      |

### Sonstige
Zusätzlich gab es ein paar wenige Turniere, die außerhalb der obengenannten Turnierserien ausgetragen wurden.
Alle Ergebnisse wurden im Legmodus ausgespielt.
| Turnier                         | Sieger         | Finalist          | Ergebnis |
| ------------------------------- | -------------- | ----------------- | -------- |
| World Cricket Championship      | Phil Taylor    | Mark Walsh        | 3:2      |
| Nordamerikanische Meisterschaft | John Part      | Darin Young       | 6:4      |
| Damen-Weltmeisterschaft         | Stacy Bromberg | Tricia Wright     | 6:5      |
| Oceanic Darts Masters           | Simon Whitlock | Shane Tichowitsch | 6:5      |
| Gleneagle Irish Masters         | Simon Whitlock | Phil Taylor       | 6:4      |

### Qualifikationen zur Weltmeisterschaft
Um die Internationalität des Wettbewerbs und Spieler aus Ländern mit weniger Dartskultur und Frauen zu fördern, werden diverse Qualifikationsturniere für die World Darts Championship ausgetragen.
Alle Ergebnisse wurden im Legmodus ausgespielt.
| Turnier                            | Sieger              | Zweitplatzierter  | Drittplatzierter |
| ---------------------------------- | ------------------- | ----------------- | ---------------- |
| Nordamerikanische Tour             | John Part a         | Darin Young       | Gary Mawson a    |
| Australische Tour                  | Rob Modra b         | Shane Tichowitsch |                  |
| Japanischer Qualifier              | Morihito Hashimoto  |                   |                  |
| Finnischer Qualifier               | Veijo Viinikka      |                   |                  |
| Schwedischer Qualifier             | Magnus Caris        |                   |                  |
| Dänische Qualifikationsserie       | Per Laursen         |                   |                  |
| Großraum China-Qualifier           | Scott McKenzie      |                   |                  |
| Philippinischer Qualifier          | Juanito Gionzon     |                   |                  |
| New Zealand Championship           | Preston Ridd        |                   |                  |
| PDC South African Masters          | Devon Petersen      |                   |                  |
| Südamerika-und-Karibik-Qualifier   | Norman Madhoo       |                   |                  |
| Russian Masters                    | Andrei Raschnikow c |                   |                  |
| Deutscher Qualifier                | Jyhan Artut         |                   |                  |
| Tom Kirby Memorial Irish Matchplay | Mickey Mansell      |                   |                  |
| Osteuropäischer Qualifier          | Dietmar Burger      |                   |                  |
| Südeuropäischer Qualifier          | Boris Krčmar        |                   |                  |
| Westeuropäischer Qualifier         | Roland Scholten     |                   |                  |
| PDPA Qualifier                     | Alex Roy            | Matt Padgett c    |                  |

 Toni Alcinas,  Andree Welge,  Bernd Roith und  Mensur Suljović erhielten einen Startplatz als die vier bestplatzierten Spieler des europäischen Festlands in der PDC Order of Merit.

## Statistiken

### Sieger und Finalisten nach Nationalität
Die Qualifikationsturniere zur Weltmeisterschaft sind hier nicht eingerechnet. Die Anzahl der Finale stehen in Klammern.
| Turnierart           | AUS   | ENG     | CAN   | NED   | SCO   | USA   | WAL   |
| -------------------- | ----- | ------- | ----- | ----- | ----- | ----- | ----- |
| Majorturnier         | 1 (2) | 8 (14)  | 0     | 1 (2) | 0 (1) | 0     | 0 (1) |
| Players Championship | 6 (9) | 23 (51) | 0     | 2 (3) | 3 (5) | 0     | 2 (5) |
| UK Open Qualifiers   | 0 (1) | 7 (11)  | 0 (1) | 1 (2) | 1 (2) | 0     | 0     |
| Sonstige             | 2 (3) | 1 (3)   | 1 (1) | 0     | 0     | 1 (2) | 0     |

### Errungenschaften

#### Persönliche Errungenschaften
- Erstes Weltmeisterschaftsfinale: Simon Whitlock
- Erster Majortitel: Paul Nicholson, Scott Waites, Co Stompé
- Erstes PDC-Majorfinale: Simon Whitlock, Paul Nicholson, Wayne Jones, Co Stompé, Mark Webster

- Erster PDC-Titel: Vincent van der Voort, Steve Farmer, Mark Webster, Stacy Bromberg

- Erstes PDC-Finale: Mark Hylton, Steve Farmer, Peter Wright, Richie Burnett, Stacy Bromberg, Tricia Wright

#### Nationale Errungenschaften
- Erster Weltmeisterschaftsqualifikant:  Kroatien,  Hongkong
- Erster PDC-Major-Sieger:  Australien
- Erster PDC-Major-Finalist:  Australien

### Majorturniere
| Spieler               | Siege | Finalniederlagen |
| --------------------- | ----- | ---------------- |
| Phil Taylor           | 5     | 1                |
| James Wade            | 2     | 2                |
| Raymond van Barneveld | 1     | 1                |
| Paul Nicholson        | 1     | 0                |
| Co Stompé             | 1     | 0                |
| Scott Waites (BDO)    | 1     | 0                |
| Adrian Lewis          | 0     | 2                |
| Gary Anderson         | 0     | 1                |
| Barrie Bates          | 0     | 1                |
| Wayne Jones           | 0     | 1                |
| Mervyn King           | 0     | 1                |
| Mark Webster          | 0     | 1                |
| Simon Whitlock        | 0     | 1                |

### Players Championship
| Spieler               | Siege | Finalniederlagen |
| --------------------- | ----- | ---------------- |
| Phil Taylor           | 5     | 0                |
| Colin Lloyd           | 3     | 2                |
| Wes Newton            | 3     | 0                |
| Gary Anderson         | 2     | 2                |
| Jamie Caven           | 2     | 1                |
| Adrian Lewis          | 2     | 0                |
| Vincent van der Voort | 2     | 0                |
| Denis Ovens           | 1     | 3                |
| Mark Walsh            | 1     | 3                |
| Ronnie Baxter         | 1     | 1                |
| Steve Farmer          | 1     | 1                |
| Dennis Priestley      | 1     | 1                |
| Andy Smith            | 1     | 1                |
| James Wade            | 1     | 1                |
| Mark Webster          | 1     | 1                |
| Barrie Bates          | 1     | 0                |
| Mervyn King           | 1     | 0                |
| Co Stompé             | 1     | 0                |
| Terry Jenkins         | 0     | 3                |
| Wayne Jones           | 0     | 3                |
| Richie Burnett        | 0     | 2                |
| Andy Hamilton         | 0     | 2                |
| Steve Beaton          | 0     | 1                |
| Mark Dudbridge        | 0     | 1                |
| Michael van Gerwen    | 0     | 1                |
| Mark Hylton           | 0     | 1                |
| Kevin Painter         | 0     | 1                |
| Dennis Smith          | 0     | 1                |
| Alan Tabern           | 0     | 1                |

### UK Open Qualifiers
| Spieler        | Siege | Finalniederlagen |
| -------------- | ----- | ---------------- |
| Phil Taylor    | 2     | 1                |
| Mark Walsh     | 2     | 0                |
| Gary Anderson  | 1     | 1                |
| Mervyn King    | 1     | 0                |
| Colin Lloyd    | 1     | 0                |
| James Wade     | 1     | 0                |
| Jamie Caven    | 0     | 1                |
| Wes Newton     | 0     | 1                |
| Colin Osborne  | 0     | 1                |
| John Part      | 0     | 1                |
| Simon Whitlock | 0     | 1                |
| Peter Wright   | 0     | 1                |

### Sonstige
| Spieler           | Siege | Finalniederlagen |
| ----------------- | ----- | ---------------- |
| Simon Whitlock    | 2     | 0                |
| Phil Taylor       | 1     | 1                |
| Stacy Bromberg    | 1     | 0                |
| John Part         | 1     | 0                |
| Shane Tichowitsch | 0     | 1                |
| Mark Walsh        | 0     | 1                |
| Tricia Wright     | 0     | 1                |
| Darin Young       | 0     | 1                |